# Distrito electoral de Liberty (condado de Richardson, Nebraska)
Liberty (en inglés: Liberty Precinct) es un distrito electoral ubicado en el condado de Richardson en el estado estadounidense de Nebraska. En el Censo de 2010 tenía una población de 312 habitantes y una densidad poblacional de 3,35 personas por km².

## Geografía
Liberty se encuentra ubicado en las coordenadas 40°8′14″N 95°43′11″O / 40.13722, -95.71972. Según la Oficina del Censo de los Estados Unidos, Liberty tiene una superficie total de 93.16 km², de la cual 93.07 km² corresponden a tierra firme y (0.1%) 0.09 km² es agua.

## Demografía
Según el censo de 2010, había 312 personas residiendo en Liberty. La densidad de población era de 3,35 hab./km². De los 312 habitantes, Liberty estaba compuesto por el 97.76% blancos, el 0% eran afroamericanos, el 0.96% eran amerindios, el 0.32% eran asiáticos, el 0% eran isleños del Pacífico, el 0.32% eran de otras razas y el 0.64% pertenecían a dos o más razas. Del total de la población el 1.92% eran hispanos o latinos de cualquier raza.